# Dichotomius prietoi
Dichotomius prietoi es una especie de escarabajo coprófago del género Dichotomius, subfamilia, Scarabaeinae, orden Coleoptera. Fue descrita por Martínez & Martínez en 1982.

## Descripción
El cuerpo mide 18,0-23,5 mm, con una media de 20,4 mm de longitud.

## Distribución y hábitat
Especie originaria del Neotrópico. Se distribuye por Ecuador, Bolivia, Argentina, Perú y Brasil. Habita en bosques primarios, secundarios y de llanuras aluviales, también en pastos altos, pantanos y malezas.